# Mirja Unge
Mirja Kirsti Unge (ur. 7 października 1973 w Sztokholmie) – szwedzka pisarka i dramatopisarka.

## Biografia
Studiowała pisanie kreatywne na Uniwersytecie w Göteborgu oraz filozofię na Wyższej Szkole Södertörn.
Unge zadebiutowała w 1998 roku powieścią Det var ur munnarna orden kom som (pol. To z ust wyszły słowa), nagrodzonej nagrodą Katapultpriset za najlepszy debiut roku. Scenariusz Var är alla? był podstawą sztuki, którą Riksteatern grał na swoim szwedzkim turné w 2005 roku. W tym samym roku otrzymała nagrodę literacką tygodnika Vi. Jej sztuki teatralne były grane również na deskach Teatru Miejskiego w Göteborgu oraz Królewskiego Teatru Dramatycznego w Sztokholmie.
Za sprawą swojego wyjątkowego stylu narracyjnego, jest uważana za jedną z najważniejszych pisarek swojego pokolenia.

## Twórczość
- 1998 – Det var ur munnarna orden kom
- 2000 – Järnnätter
- 2004 – Svarta diamanter (antologia napisana razem z Cariną Burman i in.)
- 2005 – Var är alla? (scenariusz)
- 2005 – Motsols
- 2007 – Brorsan är mätt (zbiór opowiadań)
- 2010 – Klaras resa (sztuka teatralna)
- 2015 – Var är alla. Och andra pjäser
- 2018 – Jag går och lever (powieść)

## Nagrody i wyróżnienia
- 1999 – Katapultpriset za Det var ur munnarna orden kom
- 2005 – Nagroda literacka tygodnika Vi[4]
- 2005 – Stypendium z donacji Gerarda Bonniera
- 2007 – Nagroda literacka dziennika Aftonbladet
- 2016 – Nagroda Doblouga
- 2018 – Albert Bonniers Stipendiefond för svenska författare
- 2019 – Nagroda Aniary[5]
- 2019 – Nagroda Eyvinda Johnsona[6]